# Howell Heflin
Howell Thomas Heflin (Poulan, 19 giugno 1921 – Sheffield, 29 marzo 2005) è stato un politico statunitense, senatore per lo stato dell'Alabama dal 1979 al 1997.

## Biografia
Nato a Poulan in una famiglia politicamente impegnata (suo zio James Thomas Heflin era stato deputato alla Camera e senatore, il suo prozio Robert Stell Heflin era stato deputato), Heflin prestò servizio militare nei marines durante la seconda guerra mondiale. Dopo gli studi all'Università dell'Alabama lavorò come docente di diritto e magistrato e negli anni settanta fu chief justice della Corte Suprema dell'Alabama.
Entrato in politica con il Partito Democratico, nel 1978 si candidò al Senato e venne eletto senza opposizione da parte del Partito Repubblicano. Durante il suo servizio pubblico si configurò come un democratico centrista, di vedute moderate. Nel 1984 ottenne un secondo mandato sconfiggendo il deputato Albert L. Smith Jr., l'avversario repubblicano. Nel 1990 fu rieletto per il terzo mandato, battendo il repubblicano William J. Cabaniss.
Nel 1996 Heflin decise di non chiedere la rielezione e lasciò il Congresso dopo diciotto anni di permanenza, venendo succeduto da Jeff Sessions. Nessun democratico riuscì a farsi eleggere senatore per lo stato dell'Alabama nei successivi ventun anni, fino alla vittoria di Doug Jones nel 2017.
Howell Heflin morì nel 2005 all'età di ottantatré anni.